# Концепція
Концепція (лат. Conceptio — розуміння) — система поглядів, те або інше розуміння явищ і процесів; єдиний, визначальний задум. 
Концепція істотно відрізняється від теорії не тільки своєю незавершеністю, але й недостатньою верифікованістю. Очевидно, її можна вважати сурогатною формою теорії. Головне призначення концепції полягає в інтеграції певного масиву знання, у прагненні використовувати його для пояснення, пошуку закономірностей. Проходячи через горнило перевірки фактами, концепція уточнюється як за змістом, так і з погляду її пізнавальних меж. При цьому вона може й не витримати випробування практикою і бути знехтуваною. Особливо часто це відбувається на тих етапах розвитку науки, коли потреба у поясненні об'єктів зумовлює виникнення безлічі концептуальних підходів, які інтегрують знання і дають більш-менш коректні пояснення.

## У галузі книговидання
Це сукупність взаємозв'язаних і взаємообумовлених ознак майбутнього видання, яка складається в ході редакторського аналізу початкової інформації, вимог до майбутнього видання, що висуваються, і обґрунтування його характеристик. Початкова інформація включає різноманітні відомості, з урахуванням яких створюється видання.
Це — авторський задум твору, що становить основу видання, характер і зміст читацьких потреб, вид літератури, типові ознаки видання. Концепцією визначається вся подальша творча і практична робота над виданням.
Створити концепцію — означає спроектувати майбутнє видання. Завдання редактора, що проектує книгу, знайти і обґрунтувати її параметри як за типологічними ознаками, так і за оформленням — художнім, технічним, форматом, обкладинкою тощо.

## У науці
Концепція дослідження — система початкових теоретичних положень, яка є основою дослідницького пошуку. У процесі наукового пошуку прийняті початкові положення перевіряють, розвивають, коригують, за необхідності — відкидають (зміна або модернізація концепції).
Концепція містить у собі:
1. Методологію дослідження, тобто систему принципів дослідження, яка базується на діалектичному методі та системному підході.
2. Набір методів проведення досліджень, які являють собою способи збору, обробки та аналізу даних.
3. Принципи організації процесу дослідження:

- - який характер дослідження (теоретичний, описовий, аналітичний, емпіричний);
  - які залучаються ресурси;
  - хто є виконавцем;
  - терміни;
  - мета;
  - завдання;
  - програма дослідження.

## У педагогіці
Педагогічна концепція — складна, цілеспрямована, динамічна система фундаментальних знань про педагогічний феномен, що повно і всебічно розкриває його сутність, зміст, особливості, а також технологію оперування з ним в умовах сучасної освіти.
Композиційно виклад педагогічної концепції як системи наукових знань і як форми подання результатів
досліджень має включать такі розділи (за Є. В. Яковлевим, Н. О. Яковлевою):
- загальні положення;
- понятійно-категоріальний апарат;
- теоретико-методологічні основи;
- ядро;
- змістовно-сенсовне наповнення;
- педагогічні умови ефективного функціонування і розвитку досліджуваного феномена;
- верифікація.

Загальні положення включають мету концепції, правову та методичну основи, місце в теорії педагогіки та системі міждисциплінарного знання, а також межі її застосовності, репрезентовані об'єктами, на які поширюється дія висунутих положень, царинами педагогічної дійсності, специфікою суб'єктів педагогічного процесу, умовами ефективного функціонування та розвитку досліджуваного явища. Цей розділ дозволяє визначити призначення концепції, обґрунтувати правомірність її основних положень, а також розкрити можливості реалізації педагогічної концепції та межі її ефективного використання.
Понятійно-категоріальний апарат складається з усіх робочих визначень, звернення до яких передбачається в рамках концепції, а також зв'язків між ними. Призначення цього розділу полягає в упорядкуванні термінології, що по-різному розуміється в науці, відповідно до провідної системотвірної концептуальної ідеї. Це надає результатам дослідження однозначністі трактування, логічної стрункості і посилює доказовість висновків. 
Теоретико-методологічні основи складають вихідні методологічні процедури вивчення відповідної проблеми, до яких відносяться використовувані теоретико-методологічні підходи, теорії, методи, методики і технології, висунуті наукові припущення тощо. Цей розділ забезпечує високий рівень теоретизації й обґрунтованості висунутих положень. Його подання дозволяє визначити вихідні дослідницькі позиції і напрямки здійснюваного наукового пошуку.  
Ядро концепції включає сукупність закономірностей і принципів функціонування та розвитку досліджуваних процесів, виявлених із залученням зафіксованих теоретико-методологічних підстав. Його подання дозволяє оцінити сучасний стан досліджуваної проблеми, простежити перспективи її становлення і розвитку, технологічно грамотно організувати роботу з об'єктом дослідження, що, в свою чергу, дає можливість отримати достовірні результати і розширити уявлення про об'єкт в теоретичному і практичному плані.  
Змістовно-сенсовне наповнення концепції являє собою проєкцію теоретичних положень на практичну діяльність педагога. Таку роль може видігравати побудована система функцій, виділені етапи діяльності, розроблена модель досліджуваного аспекту педагогічного процесу і т. д. Цей розділ дозволяє подати авторську позицію щодо застосування теоретичних знань про об'єкт, виявити сферу практичного застосування та розкрити технологію його використання для розв'язання відповідних педагогічних задач.  
Педагогічні умови ефективного функціонування і розвитку досліджуваного явища характеризують спеціальним чином підібрану систему заходів, що забезпечує більш продуктивне становлення і розвиток досліджуваного наукового феномена. Цей розділ дозволяє розкрити можливості вдосконалення педагогічної взаємодії з досліджуваним об'єктом у реальній практичній діяльності педагога.  
Верифікація концепції відображає основні положення практичного підтвердження результативності використання розробленої концепції. Цей розділ є заключним і служить для виявлення тих теоретичних посилок, для яких можуть бути знайдені докази в практиці використання об'єкта дослідження. Крім того, тут розкриваються особливості організації педагогічного експерименту з перевірки й оцінки концепції в цілому (аж до вказівки адекватних статистичних методів, бажаних експериментальних планів, діагностичних методик, критериально-рівневих шкал і т. д.).